# Fototoxicidad

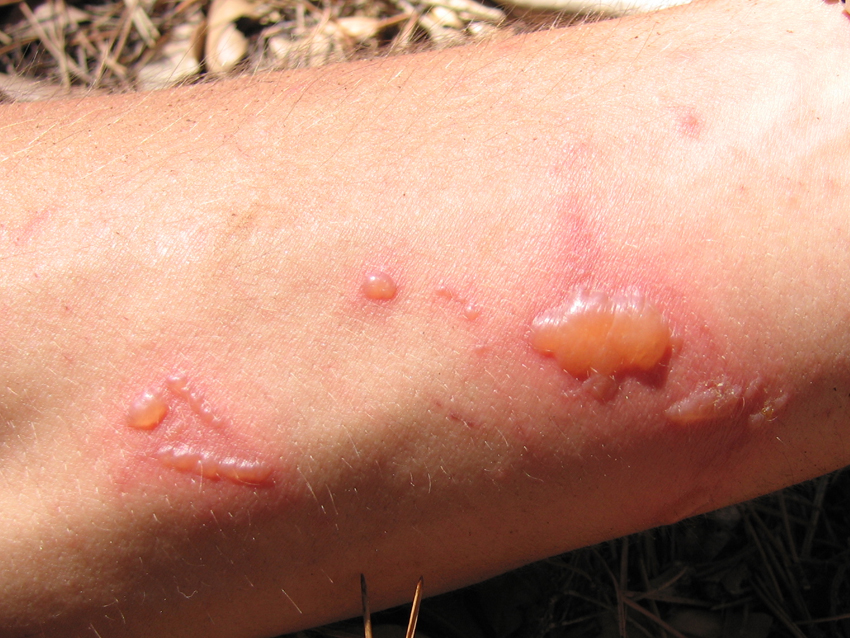
Fototoxicidad

La Fototoxicidad, (también conocida como fotoirritación) , es una irritación de la piel que ocurre en células vivas, cuando iluminando una molécula fluorescente causa la muerte selectiva de las células afectadas.
La respuesta de la piel se asemeja a una quemadura solar aguda. Los compuestos químicos involucrados puede entrar en la piel mediante administración tópica o puede llegar a ella a través de la circulación sistémica después de la ingestión o administración parenteral. El producto químico debe ser fotoactivo, lo que significa que cuando se absorbe fotones, la energía absorbida produce cambios moleculares que causan toxicidad. Muchos compuestos sintéticos, incluidas sustancias químicas como las tetraciclinas o fluoroquinolonas, son conocidas por causar estos efectos. El contacto dérmico con algunos de estos productos químicos provoca fotodermatitis; muchas plantas producen fitofotodermatitis. La toxicidad inducida por la luz es un fenómeno común en los seres humanos, sin embargo, otros animales también la padecen.
Una sustancia fototóxica es un compuesto químico que se convierte en tóxico cuando se expone a la luz. Entre ellos encontramos:
- Ciertos medicamentos: antibióticos de tetraciclina, sulfonamidas, amiodarona, quinolonas.
- Numerosos aceites esenciales de cítricos prensados en frío, tales como el aceite de bergamota.
- Algunos jugos de plantas: perejil y Heracleum mantegazzianum.
- Otros: psoraleno